# Proostmeer (gegraven plas)
Het Proostmeer is een plas van 3½ hectare bij het dorp Wagenborgen, in de Nederlandse provincie Groningen. De plas is in 1964 uitgegraven als zandgat en daarna in gebruik genomen als recreatieplas. Eind twintigste eeuw kwam er aandacht voor natuurwaarden en is de waterkwaliteit verbeterd.

## Naam
De naam is ontleend aan het historische Proostmeer dat in de 19e eeuw ingepolderd is. Dat meer lag echter halverwege tussen Wagenborgen en Meedhuizen en behalve de naam er is geen enkel verband.

## Ligging en kenmerken
De plas ligt aan de noordwestkant van het dorp en is min of meer rechthoekig, met een oppervlakte van 3,48 hectare en een noord-noordwestelijke hoofdas. In de noordwesthoek ligt een eilandje. De bodem bestaat uit kalkrijk zand waaruit grondwater omhoog komt dat de plas op peil houdt, want er is geen verbinding met andere oppervlaktewateren. Rondom staan bomen en struiken, behalve dat aan de oostkant een gazon met strandje ligt. Om het geheel loopt een wandelpad. De Meerweg naar het vroegere Proostmeer loopt er aan de zuid- en westkant omheen. Aan de noordkant ligt een ijsbaan.
Voor de toetsing aan de Europese Kaderrichtlijn Water (KRW) is het Proostmeer van het type M14: ondiepe (matig grote) gebufferde plassen.

## Geschiedenis
Het meer ontstond op een plek ten noorden van de Meerlaan en ten oosten van de Molenwatering, waar een aantal zandige akkers waren aangekocht door de Vereeniging ter Bevordering van de Verkrijging van Onroerend Goed door Landarbeiders in de gemeente Termunten, opgericht in 1920. Dat gebeurde in het kader van de Landarbeiderswet van 1918, die tot doel had landarbeiders te helpen tuingrond te verwerven of een eigen boerenbedrijfje te beginnen. De grond werd verhuurd aan inwoners van het dorp. In 1934 waren dat er maar liefst 101 huurders, terwijl 34 landarbeiders met hulp van de vereniging elders in het dorp een 'plaatsje' hadden kunnen verwerven. De vereniging werd in 1967 opgeheven, nadat de wettelijke subsidies waren stopgezet.
In 1964 kocht de toenmalige gemeente Termunten het terrein voor uitgraving ten behoeve van de bouw van aluminiumsmelterij Aldel in Delfzijl. Vanaf het begin had men ook het gebruik als openluchtzwembad op het oog, zowel voor het personeel van de smelterij als voor de dorpsbewoners.
Al gauw na de voltooiing van de plas in 1965 klaagden de zwemmers over het water, daarom werd het in 1970 behandeld met diuron, een lang werkend onkruidbestrijdingsmiddel dat vrijwel alle planten doodt. De plas werd daardoor steeds zuurstofarmer.
In 1972 werd een gazon aangelegd voor de recreanten en werden rondom struiken en bomen geplant.
Door het traditionele beheer overheersten algen het bodemleven. Vissen als paling en karper konden zich handhaven en vooral ook brasem die de watervlooien wegving, waardoor de algen alle kans kregen en het water steeds troebeler werd.
Eind jaren tachtig was de sliblaag op de bodem een meter dik en dorpsbewoners wilden dat de plas uitgebaggerd werd. Omdat de gemeente daar geen geld voor had, ging men in 1988 experimenteren met beheer dat gericht was op ecologie in plaats van netheid. Dit vroeg een andere manier van denken van betrokkenen en bewoners, maar met voorlichting en wat successen lukte het.
In 1995 werden drastische maatregelen genomen om de natuurwaarden en waterkwaliteit te verbeteren. De plas werd leeggepompt, het slib werd uitgebaggerd en er werden vijftienhonderd brasems gevangen. Voor variatie in leefmilieus en voor paaiplaatsen kwamen er diepteverschillen, met onder andere een leemkuil. Pas na twee jaar was de waterhoogte weer zoals voorheen. In 2015 was er opnieuw onvrede over de waterkwaliteit en werd de plas weer leeggepompt.
In augustus 2018 werden 34 Groninger plassen onderzocht en kwam het Proostmeer op plaats 10 met een score goed. Wel was het water hypertroof qua fosfaat en stikstof. Ook waren er klachten over zwemmersjeuk, zodat er soms zwemverboden ingesteld werden.
In 2024 werd de jaarlijkse Proostmeerloop voor de twintigste keer gehouden, met als hoofdnummer een loopwedstrijd over tien kilometer via de Meerweg om het Proostmeer heen en door het dorp. De Snerttrail, een wandel- en loopevenement met een vrij aantal rondjes van 2½ kilometer om het Proostmeer, werd voor de vierde keer gehouden.